# Ceraclea gigantea
Ceraclea gigantea är en nattsländeart som beskrevs av Kumanski 1991. Ceraclea gigantea ingår i släktet Ceraclea och familjen långhornssländor. Inga underarter finns listade i Catalogue of Life.